# Lourdes Domínguezová Linová
Lourdes Domínguezová Linová (* 31. března 1981 v Pontevedra, Španělsko) je současná španělská profesionální tenistka. Ve své dosavadní kariéře vyhrála 1 turnaj WTA ve dvouhře a 3 turnaje ve čtyřhře.
WTA jí v srpnu 2002 udělila tříměsíční zákaz hry za pozitivní dopingový nález (kokain).

## Finálové účasti na turnajích WTA (11)

### Dvouhra - výhry (1)
| Legenda                |
| Kategorie Tier III (1) |

| Č. | Datum         | Turnaj           | Povrch | Soupeřka ve finále | Výsledek  |
| 1. | 26. únor 2006 | Bogotá, Kolumbie | antuka | Flavia Pennettaová | 7-63, 6-4 |

### Dvouhra - prohry (2)
| Legenda                |
| Kategorie Tier III (1) |
| Kategorie Tier IV (1)  |

| Č. | Datum             | Turnaj             | Povrch | Vítězka            | Výsledek  |
| 1. | 20. únor 2005     | Bogotá, Kolumbie   | antuka | Flavia Pennettaová | 7-64, 6-4 |
| 2. | 30. červenec 2006 | Budapešť, Maďarsko | antuka | Anna Smašnovová    | 6-1, 6-3  |

### Čtyřhra - výhry (3)
| Legenda                |
| Kategorie Tier III (2) |
| Kategorie Tier IV (1)  |

| Č. | Datum           | Turnaj               | Povrch | Partnerka             | Soupeřky ve finále                       | Výsledek       |
| 1. | 25. únor 2007   | Bogotá, Kolumbie     | antuka | Paola Suárezová       | Roberta Vinciová Flavia Pennettaová      | 1-6, 6-3, 11-9 |
| 2. | 3. březen 2007  | Acapulco, Mexiko     | antuka | Arantxa P. Santonjová | Nicole Prattová Émilie Loitová           | 6-3, 6-3       |
| 3. | 15. červen 2008 | Barcelona, Španělsko | antuka | Arantxa P. Santonjová | Nuria L. Vivesová María J. M. Sánchezová | 4-6, 7-5, 10-4 |

### Čtyřhra - prohry (5)
| Legenda                     |
| Kategorie Tier IV (4)       |
| Kategorie International (1) |

| Č. | Datum           | Turnaj               | Povrch | Partnerka             | Vítězky                                  | Výsledek         |
| 1. | 8. květen 2005  | Rabat, Maroko        | antuka | Ľudmila Cervanová     | B. Záhlavová-Strýcová Émilie Loitová     | 3-6, 7-66, 7-5   |
| 2. | 31. srpen 2005  | Budapešť, Maďarsko   | antuka | Marta Marrerová       | Katarina Srebotniková Émilie Loitová     | 6-1, 3-6, 6-2    |
| 3. | 6. květen 2007  | Estoril, Portugalsko | antuka | Arantxa P. Santonjová | Anastasia Rodionovová Andreea Ehrittová  | 6-3, 6-2         |
| 4. | 16. červen 2007 | Barcelona, Španělsko | antuka | Flavia Pennettaová    | Arantxa P. Santonjová Nuria L. Vivesová  | 7-63, 2-6, 12-10 |
| 5. | 28. únor 2009   | Acapulco, Mexiko     | antuka | Arantxa P. Santonjová | Nuria L. Vivesová María J. M. Sánchezová | 6-4, 6-2         |

## Fed Cup
Lourdes Domínguezová Linová se zúčastnila 6 zápasů ve Fed Cupu za tým Španělska s bilancí 2-4 ve dvouhře a 1-2 ve čtyřhře.

## Postavení na žebříčku WTA na konci sezóny

### Dvouhra
| Rok    | 1997 | 1998   | 1999   | 2000   | 2001   | 2002   | 2003   | 2004   | 2005  | 2006  | 2007  | 2008  | 2009   |
| Pořadí | 406. | ▲ 247. | ▲ 192. | ▲ 141. | ▼ 374. | ▼ 420. | ▲ 303. | ▲ 209. | ▲ 77. | ▲ 52. | ▼ 72. | ▼ 90. | ▼ 137. |

### Čtyřhra
| Rok    | 2001 | 2002   | 2003   | 2004   | 2005  | 2006  | 2007  | 2008  | 2009   |
| Pořadí | 111. | ▼ 627. | ▲ 306. | ▲ 153. | ▲ 63. | ▼ 93. | ▲ 65. | ▼ 89. | ▼ 111. |